# Chengdu J-7
Die Chengdu J-7 (chinesisch 殲-7 / 歼-7, Pinyin Jiān-Qī) – in der Exportausführung F-7 – ist ein chinesisches Jagdflugzeug. Am Anfang ihrer Entwicklung lehnte sie sich eng an die sowjetische MiG-21 an. Durch vielfältige Modernisierungsmaßnahmen haben einige neuere Versionen jedoch nicht mehr viel mit dieser gemeinsam. Die J-7 wird, obwohl sie mit modernen Flugzeugen ihrer Klasse nicht Schritt halten kann, aufgrund ihres niedrigen Anschaffungspreises und ihrer robusten Konstruktion außer in China insbesondere von Staaten der dritten Welt eingesetzt.

## Geschichte
China, das bis dahin die sowjetischen MiG-17 und MiG-19 in Lizenz gebaut und von diesen auch eigene Versionen entwickelt hatte, erwarb 1961 die Erlaubnis für den Nachbau der MiG-21F-13. Aufgrund der wachsenden politischen Spannungen zwischen der Sowjetunion und China wurde diese beim Abbruch der Beziehungen jedoch wieder zurückgezogen. Bis dahin waren nur einige Musterflugzeuge, Baukomponenten und Baupläne, die jedoch äußerst lückenhaft waren, nach China gelangt. Trotz dieser Misere entschloss man sich, das Flugzeug zu bauen. Es dauerte etwa fünf Jahre, bis das erste Exemplar der J-7I am 17. Januar 1966 zum Erstflug starten konnte. Als Triebwerk diente ein Wopen WP-7. Zwar begann 1967 die Serienproduktion, bedingt durch innenpolitische Spannungen (die Kulturrevolution war ausgebrochen) wurden aber nur wenige Flugzeuge gebaut und in Chinas Luftstreitkräfte überführt. 15 Exemplare wurden als F-7A an Tansania geliefert. Auch Albanien erhielt im November 1970 zwölf Stück, von denen 2011 noch zehn – allerdings flugunfähig – erhalten waren. Der letzte Flug einer albanischen F-7A fand am 2. Dezember 2002 statt.
Nach dem Ende der Kulturrevolution konnten 1976 die lange vorgesehenen Modernisierungsmaßnahmen in Angriff genommen werden. Das neue Modell J-7II erhielt einen leistungsstärkeren, langlebigeren Wopen-WP-7B-Antrieb, einen verbesserten Schleudersitz und zwei zusätzliche 30-mm-Kanonen. Optische Unterschiede waren die nach hinten zu öffnende Kabinenhaube und der über dem Triebwerksausgang befindliche Bremsschirmbehälter. Die Räder das Fahrwerks besaßen einen geringeren Durchmesser, sodass ein Einsatz nur noch von befestigten Plätzen aus möglich war. Die daraus entwickelten Exportversionen waren auf die individuellen Anforderungen der Nutzerländer zugeschnitten, etwa durch veränderte Bewaffnung oder verbesserte Avionik.
Ab 1981 ging die Entwicklungslinie der J-7 in verschiedene Richtungen. Die J-7III, die ausschließlich für die chinesischen Streitkräfte gedacht war, orientierte sich stark an der MiG-21MF. Das verwendete Radar ist ein Nachbau des sowjetischen RP-22 und das Wopen-WP-13-Triebwerk ein Nachbau des R-13-300. Das Seitenleitwerk wurde vergrößert und in der Rückenwulst befindet sich wie bei der MF der Kraftstoffbehälter. Die Bewaffnung besteht hauptsächlich aus gelenkten Luft-Luft-Raketen oder Bomben, die an vier Pylonen unter den Tragflächen mitgeführt werden. Zusätzlich kann ein Behälter mit einer 23-mm-Kanone unter dem Rumpf installiert werden. Der Prototyp flog erstmals am 26. April 1984.
Die für den Export bestimmten Exemplare wurden mit Hilfe von Grumman und Rockwell mit westlicher Elektronik ausgestattet und verfügen über eine reichere Waffenpalette. Diese als F-7M Airguard bezeichnete Ausführung wird seit 1986 vertrieben und seitdem weiterhin modernisiert.
1990 startete die J-7E zum Erstflug, deren Hauptunterschied in der Doppeldeltaform der Tragflächen besteht. Die Pfeilung der äußeren Flügelkanten wurde auf 42° gesenkt. Die Flügelfläche stieg dadurch von 23 auf 24,88 m². Als Antrieb dient ein leistungsgesteigertes Wopen-WP-7F-Triebwerk. 1993 ging die J-7E an die chinesischen Streitkräfte und wurde als F-7MG für den Export freigegeben. 2006 erhielt die Luftwaffe von Bangladesch 16 F-7MG von China, nachdem das Land schon Anfang der 1990er Jahre einige F-7M und zwei FT-7-Schulflugzeuge erhalten hatte.

## Versionen
J-7I (F-7A)
Erste Serienversion von 1966, baugleich mit der MiG-21F-13.
J-7II (F-7B)
Modifizierte Ausführung von 1976. Ab 1982 wurden 80 Stück als F-7B nach Ägypten exportiert, etwa die Hälfte wurde an den Irak zusammen mit einigen FT-7 weitergegeben. Die F-7B war für den Einsatz französischer Matra-Magic- oder amerikanischer Sidewinder-Luft-Luft-Raketen umgebaut und mit modernerer Avionik aus Großbritannien und Italien ausgerüstet worden.
J-7III
Version von 1984 für die chinesischen Streitkräfte, an die MiG-21MF angelehnt. Sie verfügt über größeren Kraftstoffvorrat und einen veränderten Lufteinlasskonus für das verwendete JL-7-Radar. Modernisierter Schleudersitz vom Typ HYT-4 und bessere Avionik: Anstellwinkelsensor, Radarwarnempfänger, Flugdatenschreiber FJ-1, Waffenrechner gekoppelt mit Head-up-Display (HUD).
F-7M Airguard
Exportversion auf Basis der J-7II, ausgerüstet mit HUD mit integriertem Waffencomputer HUDWAC für bis zu 32 Waffenparameterfunktionen, Skyranger-Entfernungsmessradar mit gekoppeltem HUD und Flugdatencomputer. An vier Unterflügelpylonen können PL-2-, PL-2A-, PL-2B-, PL-5- oder PL-7-Luft-Luft-Raketen mitgeführt werden, die Umrüstung auf Matra Magic oder AIM-9 Sidewinder ist möglich. F-7M wurden beispielsweise in den Irak sowie 1987 auch in den Iran (21 Stück) geliefert.
JJ-7 (FT-7)
Zweisitzige Schulversion von 1982, ähnlich der MiG-21UM, jedoch mit Stabilisierungsflächen am Heck. Der Iran erhielt 1987 vier bzw. 1993 sieben FT-7 und in den Sudan gingen 1987 zwei, deren Zahl zwischen 1997 und 2000 nochmals aufgestockt wurde.
F-7P Skybolt
Speziell für die Pakistan Air Force gefertigte F-7M von 1988 mit 24 Modifikationen, unter anderem Martin-Baker-Schleudersitz.
F-7PM
Exportausführung für Pakistan von 1994 mit neuem Navigationssystem und Grifo-Radar.
J-7E (F-7MG)
Ausführung von 1990 mit Doppeldeltatragflächen und Nasenklappen für Langsamflugfähigkeit.
J-7FS
Version mit unter den Rumpf gelegtem Lufteinlass, um Platz für ein weitreichendes Radar zu schaffen. Der Erstflug erfolgte im Juni 1998.

## Nutzerstaaten
- Albanien – 12 F-7A (außer Dienst gestellt)
- Ägypten – 110 F-7A/B
- Bangladesch – 87 F-7M/MB
- Volksrepublik China – 289 F-7A/E/G
- Iran – 30 F-7A/B/M
- Irak – 90 F-7B
- Myanmar – 31 F-7M
- Namibia – 8 F-7MG/NM
- Nigeria – 15 F-7M/NI
- Nordkorea – 30 F-7A/B
- Pakistan – 139 F-7M/P/MP/PG
- Simbabwe – 14 F-7BS/BZ
- Sri Lanka – 9 F-7B/GS
- Sudan – 18 F-7B
- Tansania – 26 F-7A/TN

Quellen:

## Technische Daten

Chengdu J-7I

| Kenngröße                 | Daten der Chengdu F-7M                              |
| ------------------------- | --------------------------------------------------- |
| Besatzung                 | 1                                                   |
| Länge                     | 14,89 m                                             |
| Spannweite                | 7,15 m                                              |
| Höhe                      | 4,10 m                                              |
| Flügelfläche              | 23,00 m²                                            |
| Flügelstreckung           | 2,22                                                |
| Flächenbelastung          | 327,43 kg/m² (bei normaler Startmasse)              |
| Masse-Leistungsverhältnis | 125,89 kg/kN (bei normaler Startmasse)              |
| Leermasse                 | 5.275 kg                                            |
| normale Startmasse        | 7.531 kg                                            |
| maximale Startmasse       | 8.150 kg                                            |
| Antrieb                   | ein Wopen WP-7B (BM)                                |
| Schubkraft                | 59,82 kN mit Nachbrenner 43,15 kN ohne Nachbrenner  |
| Höchstgeschwindigkeit     | 2.175 km/h in 12.500 m Höhe 1.100 km/h in Bodennähe |
| Steiggeschwindigkeit      | 180 m/s                                             |
| Landegeschwindigkeit      | 260 km/h                                            |
| Dienstgipfelhöhe          | 18.200 m                                            |
| Einsatzradius             | 450 km                                              |
| Überführungsreichweite    | 1.740 km                                            |

### Bewaffnung
Festinstallierte Rohrwaffen
- 1–2 × 30-mm-Maschinenkanonen Typ 30-1 (Kopie NR-30) mit je 60 Schuss Munition

Waffenzuladung von 1000 kg an drei bis fünf Außenlaststationen
Luft-Luft-Lenkflugkörper
- 2 × Startschienen für je 1 × Matra R.550 „Magic“ – infrarotgesteuert für Kurzstrecken
- 2 × Startschienen für je 1 × EOTDC PL-2B (Kopie Wympel R-3) – infrarotgesteuert für Kurzstrecken
- 2 × Startschienen für je 1 × EOTDC PL-5B/C/E (verbesserte Kopie Wympel R-3) – infrarotgesteuert für Kurzstrecken
- 2 × Startschienen für je 1 × CATIC PL-7 – infrarotgesteuert für Kurzstrecken[7]
- 2 × Startschienen für je 1 × CATIC PL-8 – infrarotgesteuert für Kurzstrecken

Luft-Boden-Lenkflugkörper
- 1 × C-802-Seezielflugkörper

Ungelenkte Luft-Boden-Raketen
- 4 × HF-16B-Raketen-Rohrstartbehälter für je 12 × Luft-Boden-Raketen, Kaliber 57 mm
- 4 × Type 90-1-Raketen-Rohrstartbehälter für je 7 × Luft-Boden-Raketen, Kaliber 90 mm[7]

Ungelenkte Fliegerbomben
- 2 × 500 kg Freifallbomben
- 4 × 250 kg Freifallbomben
- 10 × 100 kg Freifallbomben

Externe Behälter
- 2 × abwerfbarer Zusatztank mit 500 Liter (132 US-Gallonen) Fassungsvermögen für Kerosin
- 1 × abwerfbarer Zusatztank mit 800 Liter (211 US-Gallonen) Fassungsvermögen für Kerosin

## Zwischenfälle
Am 21. Juli 2025 gegen 13:18 Uhr Ortszeit (UTC+6) stürzte ein FT-7BGI Trainer der Luftstreitkräfte Bangladeschs während eines Übungsfluges in ein Schulgebäude in Dhaka, Bangladesch. Neben dem Piloten kamen 34 weitere Personen am Boden ums Leben, mehr als 170 wurden verletzt (siehe auch Absturz einer Chengdu J-7 über Dhaka).